# Kassandra Romanini
Kassandra Romanini (Santiago, 19 de febrero de 1972) es una artista transformista chilena.

## Biografía
Nacida en una familia de cuatro hermanas, Kassandra inició su trayectoria artística en 1990 como transformista invitada en la desaparecida discoteca Paradise en Santiago y luego en la Naxos. El nombre de su personaje artístico está inspirado en la astróloga Anita Cassandra y la empresa de transporte terrestre Romanini.
Romanini tomó clases de ballet junto a Eliana Azócar en el Teatro Municipal de Santiago y trabajó en rutinas de café-concert junto a las transformistas Francis Françoise y Tania Scarlet, antes de arribar a la discoteca chilena Fausto, donde se hizo popular como parte de las participantes del docu-reality Amigas y Rivales, el backstage del concurso anual de transformismo de la discoteca.
En 2015 Kassandra Romanini fue protagonista del cortometraje Francesca y en 2021 protagonizó el videoclip Quiero que seas tú de la artista chilena Dulce y Agraz.

## Filmografía

### Cine y televisión
| Año  | Título    | Papel        | Ref.  |
| ---- | --------- | ------------ | ----- |
| 2015 | Francesca | Protagonista | [ 4 ] |
| 2016 | Mamones   | Kassandra    | [ 6 ] |

### Vídeos musicales
| Año  | Título             | Artista       | Papel        | Ref.  |
| ---- | ------------------ | ------------- | ------------ | ----- |
| 2021 | Quiero que seas tú | Dulce y Agraz | Protagonista | [ 5 ] |